# Soul Wash
 (juillet 2016).
Si vous disposez d'ouvrages ou d'articles de référence ou si vous connaissez des sites web de qualité traitant du thème abordé ici, merci de compléter l'article en donnant les références utiles à sa vérifiabilité et en les liant à la section « Notes et références ».
Albums de Ben l'Oncle Soul
Ben L'Oncle Soul
(2010)
Soul Wash, sorti en 2009, est le premier maxi du chanteur de variété française Ben l'Oncle Soul.

## Histoire
Ben a déclaré que lorsqu'il était à peu près à la moitié de la création des chansons de l'album Ben l'Oncle Soul il s'est dit : "J'ai besoin d'un break. Faisons un projet de reprises un peu décalées". Nous jouons la musique que nos parents écoutaient dans les années 60, faisons l'inverse, reprenons des standards de notre époque à la façon des sixties."
Il est uniquement composé de reprises de titres à succès d'artistes anglophones.

## Titres
1. "Seven Nation Army" (Reprise des White Stripes) - 2:56
2. "Crazy" (Reprise de Gnarls Barkley) - 2:41
3. "Barbie Girl" (Reprise de Aqua) - 4:17
4. "Sympathique" (Reprise de Pink Martini) - 3:52
5. "I Kissed A Girl" (Reprise de Katy Perry) - 3:14
6. "Say You'll Be There" (Reprise des Spice Girls) - 3:40

Ben l'Oncle Soul a déclaré avoir repris sur cet album des chansons d'artistes ayant fortement influencé son style musical.
"Seven Nation Army" figure également, dans une version remastérisée, sur l'album Ben L'Oncle Soul, sorti le 17 mai 2010.